# Élections régionales néo-calédoniennes de 1985
 (août 2025).
Si vous disposez d'ouvrages ou d'articles de référence ou si vous connaissez des sites web de qualité traitant du thème abordé ici, merci de compléter l'article en donnant les références utiles à sa vérifiabilité et en les liant à la section « Notes et références ».
Les élections régionales de 1985 eurent lieu le 29 septembre pour élire pour la première fois le Congrès du Territoire et les quatre conseils de région, quatre institutions créées par la loi sur l'évolution de la Nouvelle-Calédonie du 23 août 1985 (dite du « statut Fabius-Pisani »). La précédente assemblée délibérante locale, l'Assemblée territoriale de la Nouvelle-Calédonie, pour la dernière fois élue lors des élections territoriales du 18 novembre 1984, a été dissoute le jour de la publication de la loi.

## Contexte
Les élections régionales de 1985 interviennent après près d'un an d'affrontements violents entre partisans et opposants de l'indépendance en Nouvelle-Calédonie, dans le cadre de la période dite des « Évènements ». Le Front de libération nationale kanak et socialiste (FLNKS), fédération de plusieurs partis indépendantistes, de Jean-Marie Tjibaou, a boycotté les élections territoriales de 1984, s'est doté d'un « Gouvernement provisoire de Kanaky » (GPK) le 1er décembre 1984. La « Brousse » (la Grande Terre à l'exception de l'agglomération nouméenne) est divisée entre zones contrôlées soit par les forces de l'ordre, soit par les milices formées par des éleveurs d'origine européenne, soit par les « comités de lutte » du FLNKS. L'état d'urgence est déclaré et le couvre-feu installé en Nouvelle-Calédonie le 12 janvier 1985, n'étant levés respectivement que les 30 et 14 juin. 
Le Haut-commissaire nommé après le début des incidents, et ancien ministre de Charles de Gaulle, Edgard Pisani, propose le 7 janvier 1985 un projet « d'indépendance-association », prévoyant l'organisation en juillet d'un référendum qui donnerait le choix entre le maintien dans la République française ou la création d'un État indépendant associé à la France. Le Rassemblement pour la Calédonie dans la République (RPCR, principal parti anti-indépendantiste mené par le député Jacques Lafleur et lié au RPR métropolitain de Jacques Chirac) réplique le 25 janvier suivant par la voix du président du gouvernement du Territoire Dick Ukeiwé : il propose un statut de type fédéral, tandis que l'Assemblée territoriale vote massivement contre le projet de référendum et d'« indépendance-association » le 31 mai. Le FLNKS également rejette le « plan Pisani » lors de son congrès de Nakéty le 9 février suivant. Seul le petit parti autonomiste (et traditionnellement non-indépendantiste) et centriste de la Fédération pour une nouvelle société calédonienne (FNSC) du maire de Bourail Jean-Pierre Aïfa, ainsi que son allié, le Parti fédéral kanak d'Opao (PFK, mouvement indépendantiste modéré créé en mai 1985 par Gabriel Païta, un ancien membre de l'Union calédonienne, principale composante du FLNKS, qu'il a quitté en 1984 pour protester contre la radicalisation de son action), sont les seules forces politiques néo-calédoniennes à se prononcer en faveur, le 26 juin 1985, du projet d'« indépendance-association ».  
Face au rejet presque unanime des deux camps de sa première proposition, Edgard Pisani (nommé désormais ministre chargé de la Nouvelle-Calédonie dans le gouvernement socialiste de Laurent Fabius depuis le 21 mai) prépare un nouveau statut avec le Premier ministre Laurent Fabius, le texte étant voté le 23 août 1985 : il accorde plus d'autonomie à la Nouvelle-Calédonie, avec surtout la création de quatre Régions (Nord, Centre, Sud et Îles) disposant chacune d'un conseil élu au suffrage universel à la proportionnelle de liste, la réunion de ces quatre conseils formant le Congrès du Territoire qui remplace l'Assemblée territoriale de Nouvelle-Calédonie. L'exécutif appartient de nouveau au Haut-commissaire toutefois secondé par un Conseil exécutif dirigé par le président du Congrès et composé des 4 présidents de Région. Il est créé également dans chaque région un conseil consultatif coutumier, dont la réunion forme le conseil coutumier territorial. L'Assemblée territoriale est donc dissoute neuf mois après son élection, et les premières « élections régionales » sont fixées pour le 29 septembre suivant. 
Le FLNKS approuve ce nouveau statut, voué pour lui à être transitoire, et décide cette fois de participer aux élections. Il présente des listes dans chaque régions, sous l'étiquette FLNKS et avec pour emblème une flèche faîtière noire dans un cercle (renvoyant au drapeau Kanaky). Elles sont menées par quatre personnalités toutes issues de l'Union calédonienne (UC), dans le Nord par Jean-Marie Tjibaou, dans le Sud par l'autre député du Territoire, Rock Pidjot, dans le Centre par Léopold Jorédié (« ministre de la Sécurité » dans le « Gouvernement provisoire de Kanaky ») et dans les Îles par Yeiwéné Yeiwéné (« porte-parole, ministre des Finances et de la Solidarité nationale » du « GPK » et bras droit de Tjibaou). Le front ne dispose que de peu de concurrents dans le camp indépendantiste, si ce n'est le parti Libération kanak socialiste (LKS) du grand-chef maréen Nidoïsh Naisseline, qui a quitté le Parti de libération kanake (Palika) en 1981 lorsque ce dernier avait décidé de quitter le Front indépendantiste pour s'opposer à la stratégie de Jean-Marie Tjibaou de rapprocher les indépendantistes du Parti socialiste métropolitain, stratégie que Nidoïsh Naisseline avait pour sa part approuvé à l'époque. Le LKS est le seul mouvement favorable à un détachement total et définitif de la France à avoir participé aux élections territoriales de 1984, et donc le seul à être représenté à l'Assemblée territoriale sortante avec 6 élus. C'est également la seule formation en dehors des deux grands blocs (FLNKS et RPCR) à présenter des listes dans les quatre régions, menées par : le maire de Poindimié Francis Poadouy (et élu territorial sortant) dans le Nord, le conseiller territorial sortant Mathias Nechero dans le Centre, l'ancien conseiller du gouvernement Tjibaou Henri Bailly dans le Sud et Nidoïsh Naisseline dans les Îles. Il est allié à la fédération locale du Parti socialiste (PS) de Jean-Paul Caillard (présent en dernière position sur la liste du Sud) et Max Chivot.       
Le RPCR pour sa part ne cache pas son mécontentement, d'une part parce qu'aucune des propositions avancées dans son projet de statut fédéral de janvier 1985 n'est retenues, d'autre part parce que le nouveau découpage favorise grandement les anti-indépendantistes, pourtant minoritaires sur l'ensemble du Territoire mais désormais sûrs d'être majoritaires, et de loin, dans deux des nouvelles régions (le Nord et les Îles), le Sud étant sûr de revenir aux anti-indépendantistes tandis que le scrutin dans le Centre est plus ouvert. Lors du débat sur la loi à l'Assemblée nationale le 20 août, Jacques Lafleur déclare à la tribune : « Nos débats se trouvent entachés d'une véritable violation de la Constitution et je me demande quelle peut être la validité de nos délibérations. [...] Je savais que les gouvernements socialistes avaient pour habitude de ne pas respecter les lois qu'ils avaient eux-mêmes fait voter, concernant la Nouvelle-Calédonie, mais je n'osais pas imaginer que l'on irait, pour forcer une terre française à devenir étrangère, jusqu'à violer la Constitution elle-même ». Quoi qu'il en soit, le RPCR, une fois le statut voté, s'y résout. Il bénéficie lors de la campagne de la visite, à moins d'une semaine du scrutin, de Jacques Chirac, qui organise un grand meeting « Bleu, Blanc, Rouge » sur la Place des Cocotiers à Nouméa, suivi par plus de 7 000 personnes. Le chef de l'opposition critique le projet d'indépendance-association et le statut Fabius-Pisani (système « profondément malhonnête et indigne » selon lui), et se prononce en faveur d’un référendum d'autodétermination et de la mise en place d'une aide exceptionnelle pour favoriser le développement du territoire (programme d’équipements collectifs et création d’un centre urbain sur la Côte est). En réponse aux indépendantistes, il déclare : « Vous êtes chez vous mais nous sommes aussi chez nous car nous avons tous ici notre place dans un destin commun : Mélanésiens, Caldoches venus de la vieille Europe mais aussi Wallisiens, Tahitiens ou Asiatiques. Oui, nous sommes chez nous car nous sommes en France ! ». Jacques Lafleur mène la liste dans le Sud, le sénateur et président du gouvernement territorial sortant Dick Ukeiwé dans le Centre, Robert Frouin dans le Nord et Goïne Ferdinand Wamo dans les Îles. De plus, si la liste officielle du RPCR de Robert Frouin dans le Nord est destinée essentiellement à rassembler derrière elle l'électorat des éleveurs d'origine européenne, minoritaires dans cette province, le parti décide également de monter une deuxième liste, baptisée « Rassemblement Paix et Coutume » (RPC), dirigée par le kanak Henri Wetta (beau-frère de Jean-Marie Tjibaou mais membre depuis sa création du RPCR), destinée à canaliser les voix des mélanésiens anti-indépendantistes. 
La FNSC et le PFK partent unis pour ces élections à travers des listes communes présentées dans le Sud, le Nord et le Centre (malgré les appels du RPCR à une alliance dans cette dernière, région charnière, afin d'éviter un trop grand éclatement de l'électorat non-indépendantiste qui favoriserait le FLNKS). Ces listes sont baptisées « Organisation politique d'alliances d'Opao » (O.P.A.O.), renvoyant au nom que prendrait la République fédérale indépendante mais associée à la France que ces formations veulent créer. Elles sont menées dans le Centre par Jean-Pierre Aïfa, dans le Sud par Gabriel Païta et dans le Nord par Issaca Poarairiwa. Un nouveau petit parti, Calédonie nouvelle, uniquement présent dans le Sud et mené par l'avocat Jean Leder (ancien membre dans les années 1970 de clubs giscardiens), fait son entrée dans le jeu politique néo-calédonien le 12 septembre 1985. Il tend à reprendre le rôle délaissé par la FNSC (depuis qu'elle s'est prononcée pour une « indépendance-association ») en tant que « troisième voie » mais clairement anti-indépendantiste. Cette petite formation, où se retrouvent beaucoup de Wallisiens et Futuniens, espère capter l'électorat le plus progressiste du RPCR.    
La branche locale du Front national, fondée en 1984 sous la houlette de l'écrivain de roman noir Alain Fournier (A.D.G.), du maire de Thio exclu de l'UC en 1976 Roger Galliot, ou encore du mélanésien François Néoeré, ancien membre de l'UC puis de l'Union multiraciale avant sa transformation en FULK en 1975, espère quant-à-lui canaliser les votes des éleveurs en confrontation directe avec les « Comités de lutte » du FLNKS, notamment sur la côte est. Prônant le rejet total de toute concession aux indépendantistes, mais aussi un certain anti-autonomisme et une attitude ferme face au FLNKS, appelant les éleveurs d'origine européenne à se défendre eux-mêmes s'il le faut, il espère bénéficier de l'émotion suscitée dans l'électorat anti-indépendantiste par plusieurs morts, surtout celle le 11 janvier d'Yves Tual, jeune de 17 ans, tué par des militants indépendantistes sur la propriété de ses parents près de Thio. Cette mort entraîne de violentes émeutes anti-indépendantistes à Nouméa, pourtant jusque-là épargnée par les affrontements, dans la nuit du 11 au 12 janvier. Les commerces de personnalités indépendantistes dans la capitale sont pris d'assauts[pas clair], incendiés ou pillés : la pharmacie générale (appartenant à Maurice Lenormand), la station service d'André Dang, entre autres. Les manifestants loyalistes convergent vers le Haut-commissariat. Le bilan se dresse à 48 blessés et 51 interpellations, tandis que l'état d'urgence est décrété le lendemain. Le Front national espère également jouer sur le rejet du statut Fabius-Pisani chez les loyalistes. Le FN ne présente initialement que deux listes, dans les deux seules régions à avoir une population significative d'origine européenne : le Sud (menée par le Kanak François Néoeré) et le Centre (avec à sa tête le conseiller municipal de Sarraméa Jean-Charles Moglia, Roger Galliot étant présent symboliquement à l'avant-dernière place). Plus tard, à la demande de Dick Ukeiwé et afin d'éviter la dispersion des voix dans le Centre, le FN accepte de retirer sa liste dans cette Région, mais le RPCR se refuse à toute alliance avec le parti d'extrême droite.

## Organisation du scrutin
Le nouveau régime électoral est défini par la loi no 85-892 du 23 août 1985 sur l'évolution de la Nouvelle-Calédonie. Le scrutin a lieu au suffrage universel direct, élisant pour un mandat de cinq ans à la proportionnelle de liste, selon la règle de la plus forte moyenne, les 46 élus des quatre Conseils de Région créés par cette réforme et dont la réunion forme le Congrès du Territoire. Le nombre de sièges par Conseil de Région est la suivante :  
- Sud (Nouméa, Dumbéa, Mont-Dore, Païta) : 21 sièges,
- Centre (Poya, Houaïlou, Bourail, Canala, Moindou, Farino, Thio, Sarraméa, La Foa, Boulouparis, Yaté, Île des Pins) : 9 sièges,
- Nord (Belep, Poum, Ouégoa, Pouébo, Koumac, Kaala-Gomen, Hienghène, Voh, Koné, Poindimié, Touho, Pouembout, Ponérihouen) : 9 sièges,
- îles Loyauté (Lifou, Maré, Ouvéa) : 7 sièges.

## Résultats
- Inscrits : 89 906 (1 siège pour 1 954 électeurs en moyenne)
- Votants : 72 483
- Participation : 80,62 %
- Suffrages exprimés : 71 441 (98,56 % des votants)

- Anti-indépendantistes : 43 985 voix (61,57 %), 29 sièges : 
  - Rassemblement pour la Calédonie dans la République - « Rassemblement Paix et Coutume » (droite chiraquienne anti-indépendantiste mais autonomiste, présidé par le député Jacques Lafleur) : 38 206 voix (53,48 %), 26 sièges
  - Front national (section locale du parti d'extrême droite, anti-indépendantiste, anti-autonomiste, présidé par l'ancien maire de Thio Roger Galliot) : 5 263 voix (7,37 %), 3 sièges
  - Calédonie nouvelle (centre anti-indépendantiste mais autonomiste, présidé par l'avocat Jean Leder) : 516 voix (0,72 %), 0 siège
- Indépendantistes : 25 139 voix (35,19 %), 17 sièges :  
  - Front de libération nationale kanak et socialiste (gauche indépendantiste et socialiste, présidé par le maire de Hienghène Jean-Marie Tjibaou) : 20 545 voix (28,76 %), 16 sièges
  - Libération kanak socialiste (extrême gauche indépendantiste modérée mais marxiste, présidé par le grand-chef du district de Guahma Nidoïsh Naisseline) : 4 594 voix (6,42 %), 1 siège.
- OPAO : 2 317 (3,24 %), 0 siège.

### Région Sud
- Inscrits : 48 683 (54,15 % du total, 1 siège pour 2 318 électeurs en moyenne)
- Votants : 37 975 (52,39 % du total)
- Participation : 78 %
- Suffrages exprimés : 37 689 (52,76 % du total, 99,25 % des votants)

- RPCR (mené par le député Jacques Lafleur) : 26 615 voix (70,62 %), 17 sièges - Jacques Lafleur, Jean Lèques, Albert Etuvé, Victorin Boewa, Yves Magnier, Pierre Frogier, Charles Lavoix, Pierre Maresca, Jean-Claude Briault, Rose Gohe, Françoise Sagnet-Chaverot, Atélémo Taofifenua, Harold Martin, Didier Leroux, Rolland Manea, Max Frouin, Nicaise Ouillemon.
- FN (mené par François Néoeré) : 5 263 voix (13,96 %), 3 sièges - François Néoeré, Michel Therin, Guy George.
- FLNKS (mené par le député Rock Pidjot) : 2 820 voix (7,48 %), 1 siège - Rock Pidjot (UC).

- OPAO (mené par Gabriel Païta) : 1 245 voix (3,30 %), 0 siège.
- LKS (mené par Henri Bailly) : 1 230 voix (3,26 %), 0 siège.
- CN (mené par Jean Leder) : 516 voix (1,37 %), 0 siège.

### Région Nord
- Inscrits : 15 157 (16,86 % du total, 1 siège pour 1 684 électeurs en moyenne)
- Votants : 12 462 (17,19 % du total)
- Participation : 82,22 %
- Suffrages exprimés : 12 386 (17,34 % du total, 99,39 % des votants)

- FLNKS (mené par Jean-Marie Tjibaou) : 7 383 voix (59,61 %), 6 sièges - Jean-Marie Tjibaou (UC), Roland Braweao (UPM), Jean Poithily (Palika), Lino Lepeu (UC), René Porou (FULK), Gustave Waka-Céou (FULK).
- RPCR (mené par Robert Frouin) : 2 890 voix (23,33 %), 2 sièges - Robert Frouin, Joseph Apou Thidjite.
- « Rassemblement Paix et Coutume » (mené par Henri Wetta) : 1 058 voix (8,54 %), 1 siège - Henri Wetta.

- LKS (mené par Francis Poadouy) : 709 voix (5,72 %), 0 siège.
- OPAO (mené par Issaca Poarairiwa) : 346 voix (2,79 %), 0 siège.

### Région Centre
- Inscrits : 14 260 (15,86 % du total, 1 siège pour 1 584 électeurs en moyenne)
- Votants : 12 061 (16,64 % du total)
- Participation : 84,58 %
- Suffrages exprimés : 11 951 (16,73 % du total, 99,09 % des votants)

- FLNKS (mené par Léopold Jorédié) : 5 434 voix (45,47 %), 5 sièges - Léopold Jorédié (UC), Chenepa Boewé (UPM), Adolphe Digoué (Palika), Francis Gnahou (UC), Firmin Bouquet (UC).
- RPCR (mené par le sénateur Dick Ukeiwé) : 5 003 voix (41,86 %), 4 sièges - Dick Ukeiwé, Justin Guillemard, Auguste Parawi-Reybas, Jules Ate.

- LKS (mené par Mathias Nechero) : 788 voix (6,59 %), 0 siège.
- OPAO (mené par Jean-Pierre Aïfa) : 726 voix (6,07 %), 0 siège.

### Région des îles Loyauté
- Inscrits : 11 806 (13,13 % du total, 1 siège pour 1 687 électeurs en moyenne)
- Votants : 9 985 (13,78 % du total)
- Participation : 84,58 %
- Suffrages exprimés : 9 415 (13,18 % du total, 94,29 % des votants)

- FLNKS (mené par Yeiwéné Yeiwéné) : 4 908 voix (52,13 %), 4 sièges - Yeiwéné Yeiwéné (UC), Yann Céléné Uregei (FULK), Itragalo Watrone (Palika), Chanel Kapoeri (UC).
- RPCR (mené par Goïne Ferdinand Wamo) : 2 640 voix (28,04 %), 2 sièges - Goïne Ferdinand Wamo, Simon Loueckhote.
- LKS (mené par Nidoïsh Naisseline) : 1 867 voix (19,83 %), 1 siège - Nidoïsh Naisseline.

## Conséquences
Contrairement aux élections de 1984, l'abstention est particulièrement faible, tout particulièrement dans les Régions Région Centre et Îles Loyauté (participation à 84,58 % dans ces deux collectivités). Cela est dû à la participation cette fois du FLNKS. Surtout, avec 53,48 % des suffrages exprimés et 26 sièges sur 42 (dont 17 sur 21 dans le Sud), le RPCR confirme qu'il conserve la confiance de la quasi-totalité de l'électorat anti-indépendantiste (86,86 % du vote favorable au maintien dans la France) et, plus généralement, d'une majorité de néo-calédonien. Le FLNKS pour sa part, arrive loin derrière avec, à l'échelle du Territoire, 28,76 % des voix mais 81,73 % de l'électorat indépendantiste. Le Front indépendantiste obtient de plus une majorité en nombre de votes dans les régions Nord (59,61 % et 6 sièges sur 9, contre 31,87 % et 3 élus pour les listes RPCR-RPC) et Îles Loyauté (52,13 % et 4 sièges sur 7, contre 28,04 % et 2 élus au RPCR et 19,83 % ainsi que 1 conseiller pour le LKS). Dans le Centre, la liste indépendantiste de Léopold Jorédié emporte un vote serré, avec 45,47 % des suffrages et 5 sièges sur 9, contre 41,86 % et 4 élus au RPCR de Dick Ukeiwé. Ce dernier est élu président du Congrès du Territoire (et donc du Conseil exécutif) le 7 octobre 1985. Les autres membres du Conseil exécutif sont les présidents des Conseils de région, dont trois du FLNKS (Jean-Marie Tjibaou dans le Nord, Léopold Jorédié dans le Centre et Yeiwéné Yeiwéné dans les îles Loyauté) et un du RPCR (Jean Lèques dans le Sud). 
Il est à noter que les deux députés démissionnent du Conseil de la Région Sud et du Congrès du Territoire pour se concentrer sur leur mandat à l'Assemblée nationale : Rock Pidjot le 30 octobre 1985 (remplacé par son suivant de liste Emmanuel Téin, grand chef de l'île Ouen et membre de l'UC ; Pidjot prépare son départ progressif de la politique : dans le même temps, il abandonne la présidence de l'UC, qu'il occupait depuis sa création en 1956, à Jean-Marie Tjibaou et annonce qu'il ne se représentera pas aux législatives de 1986) et Jacques Lafleur le 6 décembre (remplacé par Alain Paagalua). À peine ces installations faites, le 7 octobre, Yann Céléné Uregei, chef du FULK et « ministre des Relations extérieures » du « GPK », quitte également son mandat dans les Îles et au Congrès afin de pouvoir continuer de relayer les revendications du FLNKS auprès des instances régionales (le Forum des îles du Pacifique) et internationales (l'Assemblée générale des Nations unies qui vote le 2 décembre 1986 à la majorité des 3/5e de ses membres la résolution 41/41 A affirmant « le droit inaliénable du peuple de la Nouvelle-Calédonie à l’autodétermination et à l’indépendance » et inscrivant l'archipel sur la Liste des territoires non autonomes selon l'ONU). Il est remplacé par Djubelly Wéa, militant du Palika. Plus tard, Jean Lèques, élu entretemps maire de Nouméa le 24 janvier 1986, laisse le 29 janvier suivant la présidence du Conseil de la Région Sud à Pierre Frogier (il reste toutefois élu au Conseil et au Congrès). Enfin, le 17 janvier 1987, le suivant de liste RPCR dans le Sud, Robert Naxue Paouta, fait son entrée dans ces deux institutions après le décès du maire du Mont-Dore Victorin Boewa.      
Le scrutin dans la Région Centre provoque des critiques, notamment de la part du RPCR qui s'en prend surtout à l'OPAO. Celle-ci a connu un échec et n'obtient aucun élu. Considérée désormais comme indépendantiste par son ancien électorat, la FNSC fait les frais de la logique bipartite. N'ayant recueilli que 6,59 % des voix dans le Centre, Jean-Pierre Aïfa déclare le soir même sur la station de radio de RFO : « Il arrive un moment où les partis modérés sont laminés et ne sont plus écoutés. Vous avez la radicalisation à gauche et à droite, et les centres ne sont plus écoutés ». Jacques Lafleur a pour sa part des mots très durs à l'égard de cette formation, dénonçant sur une autre radio, celle des anti-indépendantistes (Radio Rythme Bleu), « la troisième force [...] des individus mi-hommes mi-femmes [...] qui croient aux mirages ». En effet, pour lui, la FNSC est responsable de la situation tendue pour s'être alliée avec les indépendantistes en 1982 et pour avoir maintenu sa candidature dans une Région Centre qui était véritablement l'enjeu crucial de ce scrutin (la seule où aucun des deux camps ne semblait être avantagé), permettant, selon lui, la victoire de la liste FLNKS de Léopold Jorédié qui ne l'emporte que de peu. Qui plus est, la liste RPCR dépose un recours en annulation des élections dans cette région mais Dick Ukeiwé finit par se déclarer, lors de l'installation du Conseil de Région à La Foa, « prêt à travailler, mais pas dans le cadre de la préparation à l'indépendance ».   
Les élections législatives du 16 mars 1986 (lors desquelles le RPCR rafle les deux sièges à pourvoir avec Jacques Lafleur et Maurice Nénou) voient le retour d'une majorité de droite menée par Jacques Chirac. La politique de l'État évolue donc concernant la Nouvelle-Calédonie dans un sens plus favorable aux positions anti-indépendantistes. Dès le 17 juillet suivant, le nouveau ministre de l'outre-mer, Bernard Pons, présente une réforme du « statut Fabius-Pisani », dite du « statut Pons I » : les compétences des 4 Conseils de Région sont réduites, l'Office foncier est transformé en Agence de Développement Rural et d'Aménagement Foncier (ADRAF), établissement public local qui organise la redistribution des terres non plus sur la base du domaine coutumier mais sur celui de la propriété privée, et un référendum d'autodétermination sur la question de l'indépendance, dont la participation est pour la première fois restreinte aux seules personnes pouvant justifier de trois ans de résidence (condition restrictive confirmée par le Parlement le 8 mai 1987) est prévu. 
Au Congrès de Wé (Lifou) du 15 août 1986, le FLNKS adopte une motion établissant que le front ne participera à un référendum que si le scrutin est réservé au seul peuple kanak. Puis, face à la nouvelle politique gouvernementale, à l'acquittement définitif pour légitime défense le 29 octobre 1987 des « embusqués de Hienghène » (qui avaient tués dans une embuscade le 5 décembre 1984, soit après la mise en place des Comités de lutte et des barricades indépendantistes, dix militants du FLNKS dont deux frères de Jean-Marie Tjibaou, celui-ci réagit au jugement en déclarant : « La chasse au Kanak est ouverte ») et à de nouvelles tensions (un jeune kanak de 17 ans, qui avait pris la fuite face à une opération d'enquête judiciaire sur des actes de délinquance à la tribu de Saint-Louis, est tué le 6 novembre 1987, entraînant de violents affrontements entre jeunes de la tribu et gendarmes), le FLNKS retombe dans une stratégie plus clandestine et de confrontation. Il décide le 29 mai 1987 de boycotter les Jeux du Pacifique sud organisés en décembre à Nouméa et le référendum. Ce dernier a lieu finalement le 13 septembre 1987 : l'indépendance du pays est rejetée à 98,3 % des suffrages exprimés (et 58 % des inscrits), la participation n'étant que de 59,1 % des inscrits. Deux jours plus tard, après l'annonce des résultats du référendum, le Premier ministre Jacques Chirac fait une nouvelle visite sur le Territoire. Devant 20 à 25 000 personnes, il annonce sa volonté d'établir une autonomie du territoire associant toutes les tendances politiques, le maintien du pouvoir d’arbitrage de l’État, la redéfinition et le renforcement des pouvoirs des régions et la représentation du pouvoir coutumier. Il se prononce aussi pour la création de quatre collectivités, à l’Est, à l’Ouest, au Sud et dans les Iles. Ces principes sont repris dans le « Statut Pons II » du 22 janvier 1988, qui accentue l'autonomie du Territoire par la transformation du Conseil exécutif dont le président est élu par les membres du Congrès et composé des présidents des conseils de Régions et 5 membres élus par le Congrès à la proportionnelle sur scrutin de liste, tandis que le nouveau découpage régional est entériné. Le Congrès du Territoire et les Conseils de Régions élus en 1985 sont alors dissous, et un nouveau scrutin est prévu pour le 24 avril 1984, soit le même jour que le premier tour de l'élection présidentielle.